# Кригинг

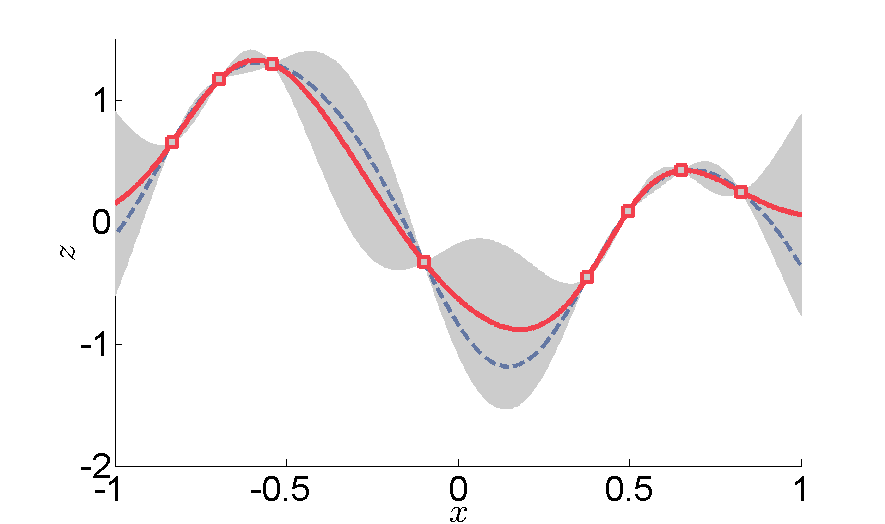
Пример одномерной интерполяции данных с помощью кригинга с доверительными интервалами. Точки указывают местоположение данных. Интерполяция кригинга, показанная красным цветом, проходит по средним значениям нормально распределённых доверительных интервалов, показанных серым цветом. Штриховая кривая показывает сплайн, который является гладким, но значительно отличается от ожидаемых промежуточных значений, задаваемых этими средними значениями.

В статистике, первоначально в геостатистике, кригинг или регрессия на основе гауссовских процессов — это метод интерполяции, для которого интерполированные значения моделируются гауссовским процессом, определяемым предыдущими ковариациями, в отличие от кусочно-полиномиального сплайна, оптимизирующего гладкость интерполируемых значений. Данный интерполяционный метод назван в честь южноафриканского горного инженера Дэниела Крига, занимавшегося ручным созданием геологических карт по ограниченному набору данных в некоторой области. Это вид обобщённой линейной регрессии, использующий статистические параметры для нахождения оптимальной оценки в смысле минимального среднеквадратического отклонения при построении поверхностей, кубов и карт. В основу метода положен принцип несмещённости среднего; то есть взятые все вместе значения на карте должны иметь правильное среднее значение. Глобальная несмещённость формально обеспечивается за счёт повышения низких значений и уменьшения высоких.
При правильных выбранных априорных предположениях кригинг даёт наилучшее линейное несмещённое предсказание промежуточных значений. Методы интерполяции, основанные на других критериях, таких как гладкость, не должны давать наиболее вероятных значений в промежуточных точках. Этот метод широко используется в области пространственного анализа и компьютерных (численных) экспериментах. Этот метод также известен как Wiener–Kolmogorov prediction в честь Норберта Винера и Андрея Николаевича Колмогорова.
С точки зрения общей статистики кригинг заключается в минимизации дисперсии ошибки измерения, которая является функцией от измеряемых весов. Минимизация данной дисперсии уменьшает среднюю квадратическую ошибку отклонения оцененного значения от возможного. Достигается это путём приравнивания к нулю первой производной ошибки относительно каждого неизвестного веса. В итоге выводится система уравнений, решением которой является вектор весов.
Кригинг выполняет две группы задач:
1. количественное определение пространственной структуры данных,
2. создание прогноза.

Количественное представление пространственной структуры данных, известное как построение вариограмм, даёт возможность пользователям подобрать к данным модель пространственной зависимости. Для расчёта (прогноза) неизвестного значения переменной в заданном месте кригинг будет использовать подходящую (подобранную) модель вариограммы, конфигурацию пространственных данных и значения в точках измерений вокруг данного местоположения.